# Radek Duda
Radek Duda (* 28. Januar 1979 in Chodov, Tschechoslowakei) ist ein ehemaliger tschechischer Eishockeyspieler, der mit dem HC Slavia Prag zweimal tschechischer Meister wurde.

## Karriere
Radek Duda begann seine Karriere im Nachwuchs des HC Baník Sokolov, bevor er 1995 in die Juniorenabteilung des HC Sparta Prag wechselte. In den folgenden zwei Spielzeiten ging er für die Sparta-Junioren aufs Eis und erzielte in 60 Partien der Junioren-Extraliga 48 Scorerpunkte.
Am Ende der Spielzeit 1996/97 wurde er in den Extraliga-Kader von Sparta Prag berufen und bestritt ein Playoff-Spiel. In der folgenden Spielzeit gehörte er fest dem Profikader an und spielte für Sparta sowohl in der Extraliga, als auch in der European Hockey League. Aufgrund der gezeigten Leistungen wurde er während des NHL Entry Draft 1998 von den Calgary Flames als insgesamt 192. ausgewählt, nachdem er bereits zwei Jahre zuvor beim CHL Import Draft 1996 von Sarnia Sting in der zweiten Runde als insgesamt 66. Spieler gezogen worden war. Daraufhin entschied sich Duda zu einem Wechsel nach Nordamerika, um seine Chancen auf eine Karriere in der National Hockey League zu erhöhen. Er bestritt zwei Spielzeiten in der Western Hockey League, jeweils eine bei den Regina Pats, die ihn beim CHL Import Draft 1998 in der ersten Runde als insgesamt 46. Akteur gedraftet hatten, und bei den Lethbridge Hurricanes. Bei den Hurricanes war er mit 106 Punkten Topscorer seiner Mannschaft und erreichte Platz drei in der Scorerliste der WHL 1999/2000. Neben seiner Treffsicherheit fiel er aber auch durch eine hohe Anzahl von Strafminuten auf (193 Strafminuten in der Saison 1999/2000).
Da er von den Calgary Flames keinen Vertrag erhielt, kehrte er 2000 nach Europa zurück und kam über den EC Kapfenberg und Sparta Prag zum HC Keramika Plzeň. Er blieb bis zum Beginn der Saison 2002/03 in Plzeň, bevor er zusammen mit Ales Krátoška im Tausch gegen Viktor Ujčík an den HC Slavia Prag abgegeben wurde. Während dieser Spielzeit wurde er für zwei Ligaspiele suspendiert, nachdem er sich einen Faustkampf in der Kabine mit Martin Čakajík (HC Liberec) geliefert hatte. Mit seiner neuen Mannschaft gewann er die tschechische Meisterschaft. Seine hervorragenden Leistungen, vor allem in den Playoffs, brachten im sowohl eine Einladung für die Teilnahme an der Weltmeisterschaft 2003, als auch einen Arbeitsvertrag beim russischen Erstligisten Ak Bars Kasan ein. Nach einer Spielzeit in Russland kehrte er zu Slavia zurück. Bis 2006 spielte er mit einer kurzen Unterbrechung (in Plzeň) wieder relativ erfolgreich bei Slavia (44 Scorerpunkte in der Saison 2005/06, 158 Strafminuten).
Über den schwedischen Erstligisten Malmö Redhawks kam er 2006 zu Tampereen Ilves, kehrte aber im Sommer 2007 nach einem erfolglosen Probevertrag bei Amur Chabarowsk zu Slavia Prag zurück. Im Dezember 2007 wurde von den SCL Tigers aus der Nationalliga A verpflichtet, bevor er im Januar zum EHC Basel wechselte. Mit Basel scheiterte Duda trotz guter persönlicher Leistungen in der Liga-Relegation am EHC Biel, so dass der EHC in die NLB abstieg. Radek Duda wechselte daraufhin zurück in seine Heimat zum tschechischen Erstligisten HC České Budějovice, für den er in der Extraliga und der Champions Hockey League spielt.
Von 2009 bis 2011 stand er beim KLH Chomutov in der 1. Liga unter Vertrag. Dabei war er 2009/10 bester Vorbereiter und Scorer sowohl der Hauptrunde, als auch der Playoffs. Zur Saison 2011/12 wechselte er zu seinem Ex-Verein HC Plzeň 1929 in die Extraliga, nachdem er bereits im Vorjahr leihweise einen Teil der Saison dort verbracht hatte.
In der Saison 2012/13 spielte er erneut für Chomutov und die Bílí Tygři Liberec, ehe er im Sommer 2013 nach Pilsen zurückkehrte. Ab 2014 stand er dann beim HC Energie Karlovy Vary unter Vertrag, ehe er im Dezember 2015 den Verein verließ und vom HC Litvínov verpflichtet wurde. Dort half er mit guten Leistungen in der Abstiegsrunde und Liga-Qualifikation (17 Spiele, 21 Scorerpunkte) dem Klub beim Verbleib in der Extraliga.
Von 2016 bis 2020 stand Duda beim EHC Freiburg aus der DEL2 unter Vertrag. Anschließend kehrte er nach Tschechien zurück, wo er – abgesehen von einem kurzen Abstecher zum österreichischen EHC Lustenau im Frühjahr 2020 – bis zu seinem Karriereende 2022 blieb.

### International
1997 nahm Ivan Huml mit der U18-Auswahl Tschechiens an der Europameisterschaft teil. Ein Jahr später gehörte er der U20-Auswahl bei der U20-Weltmeisterschaft an. Für die Herrenauswahl debütierte er am 4. April 2002 bei einem Testspiel gegen die Schweiz und nahm auch an der Weltmeisterschaft im folgenden Jahr teil, wo er mit dem Nationalteam den vierten Platz belegte. Insgesamt absolvierte Duda 32 Länderspiele, in denen er zwölf Tore erzielte.

## Erfolge und Auszeichnungen
- 2000 Bester Scorer der Lethbridge Hurricanes
- 2003 Tschechischer Meister mit dem HC Slavia Prag
- 2008 Tschechischer Meister mit dem HC Slavia Prag
- 2010 Gewinn der 1. Liga mit dem KLH Chomutov
- 2010 Topscorer und bester Vorbereiter der 1. Liga sowie von deren Playoffs